# Campionati del mondo di atletica leggera 2013 - Maratona maschile
La gara di maratona maschile  si è svolta il 17 agosto.

## Podio
| Posizione | Atleta            | Nazione |
| --------- | ----------------- | ------- |
| Oro       | Stephen Kiprotich | Uganda  |
| Argento   | Lelisa Desisa     | Etiopia |
| Bronzo    | Tadese Tola       | Etiopia |

## Situazione pre-gara

### Record
Prima di questa competizione, il record del mondo (WR) e il record dei campionati (CR) erano i seguenti.
| Record                | Prestazione | Atleta                      | Data                                | Competizione              |
| --------------------- | ----------- | --------------------------- | ----------------------------------- | ------------------------- |
| Record mondiale       | 2h03'38"    | Patrick Makau Musyoki Kenya | 25 settembre 2011 Berlino, Germania |                           |
| Record dei campionati | 2h06'54"    | Abel Kirui Kenya            | 22 agosto 2009 Berlino, Germania    | Campionati del mondo 2009 |

### Campioni in carica
I campioni in carica, a livello mondiale e olimpico, erano:
| Campione | Atleta                   | Prestazione | Data                                  | Competizione               |
| -------- | ------------------------ | ----------- | ------------------------------------- | -------------------------- |
| Olimpico | Stephen Kiprotich Uganda | 2h08'01"    | 12 agosto 2012 Londra, Regno Unito    | Giochi della XXX Olimpiade |
| Mondiale | Abel Kirui Kenya         | 2h07'38"    | 4 settembre 2011 Taegu, Corea del Sud | Campionati del mondo 2011  |

### La stagione
Prima di questa gara, gli atleti con le migliori tre prestazioni dell'anno erano:
| Pos. | Atleta                   | Prestazione | Data                                       |
| ---- | ------------------------ | ----------- | ------------------------------------------ |
| 1    | Lelisa Desisa Etiopia    | 2h04'45"    | 25 gennaio 2013 Dubai, Emirati Arabi Uniti |
| 2    | Berhanu Shiferaw Etiopia | 2h04'48"    | 25 gennaio 2013 Dubai, Emirati Arabi Uniti |
| 3    | Tadese Tola Etiopia      | 2h04'49"    | 25 gennaio 2013 Dubai, Emirati Arabi Uniti |

## Classifica
| Pos. | Atleta                 | Nazionalità   | Tempo   | Note |
| ---- | ---------------------- | ------------- | ------- | ---- |
|      | Stephen Kiprotich      | Uganda        | 2:09:51 |      |
|      | Lelisa Desisa          | Etiopia       | 2:10:12 |      |
|      | Tadese Tola            | Etiopia       | 2:10:23 |      |
| 4    | Tsegaye Kebede         | Etiopia       | 2:10:47 |      |
| 5    | Kentaro Nakamoto       | Giappone      | 2:10:50 |      |
| 6    | Solonei da Silva       | Brasile       | 2:11:40 | SB   |
| 7    | Paulo Roberto Paula    | Brasile       | 2:11:40 | SB   |
| 8    | Yemane Tsegay          | Etiopia       | 2:11:43 | SB   |
| 9    | Peter Kimeli Some      | Kenya         | 2:11:47 |      |
| 10   | Jackson Kiprop         | Uganda        | 2:12:12 |      |
| 11   | Beraki Beyene          | Eritrea       | 2:13:40 | SB   |
| 12   | Bernard Kipyego        | Kenya         | 2:14:01 |      |
| 13   | Jeff Eggleston         | Stati Uniti   | 2:14:23 | SB   |
| 14   | Masakazu Fujiwara      | Giappone      | 2:14:29 |      |
| 15   | Javier Guerra          | Spagna        | 2:14:33 |      |
| 16   | Samuel Tsegay          | Eritrea       | 2:14:41 | SB   |
| 17   | Kazuhiro Maeda         | Giappone      | 2:15:25 |      |
| 18   | Yuki Kawauchi          | Giappone      | 2:15:35 |      |
| 19   | Abraham Kiplimo        | Uganda        | 2:16:25 |      |
| 20   | Rob Watson             | Canada        | 2:16:28 | SB   |
| 21   | Paul Pollock           | Irlanda       | 2:16:42 | SB   |
| 22   | Mustafa Mohamed        | Svezia        | 2:17:09 | SB   |
| 23   | Martin Dent            | Australia     | 2:17:11 | SB   |
| 24   | Aleksej Sokolov        | Russia        | 2:17:12 |      |
| 25   | Michael Kipyego        | Kenya         | 2:17:47 |      |
| 26   | Marius Ionescu         | Romania       | 2:18:31 |      |
| 27   | Daniel Tapia           | Stati Uniti   | 2:18:32 | SB   |
| 28   | Benjamin Malaty        | Francia       | 2:19:21 |      |
| 29   | Jordan Chipangama      | Zambia        | 2:19:47 |      |
| 30   | Miguel Ángel Almachi   | Ecuador       | 2:19:48 | SB   |
| 31   | Kiflom Sium            | Eritrea       | 2:20:01 |      |
| 32   | Chang Chia-che         | Taipei cinese | 2:20:02 | SB   |
| 33   | Faustine Mussa         | Tanzania      | 2:20:51 |      |
| 34   | Christian Kreienbühl   | Svizzera      | 2:21:17 |      |
| 35   | Bat-Ochiryn Ser-Od     | Mongolia      | 2:21:55 |      |
| 36   | Carlos Trujillo        | Stati Uniti   | 2:23:13 | SB   |
| 37   | Tilahun Aliyev         | Azerbaigian   | 2:23:32 |      |
| 38   | Mohamed Ikoki Msandeki | Tanzania      | 2:24:20 | SB   |
| 39   | Zohar Zemiro           | Israele       | 2:25:23 |      |
| 40   | Michael Ott            | Svizzera      | 2:26:02 |      |
| 41   | Vasyl Matviychuk       | Ucraina       | 2:26:21 | SB   |
| 42   | Sibusiso Nzima         | Sudafrica     | 2:26:32 |      |
| 43   | Sung Ji-Hun            | Corea del Sud | 2:26:43 |      |
| 44   | Yin Shujin             | Cina          | 2:27:19 |      |
| 45   | Roman Prodius          | Moldavia      | 2:29:08 |      |
| 46   | Hendrick Ramaala       | Sudafrica     | 2:30:23 |      |
| 47   | Sergiu Ciobanu         | Moldavia      | 2:34:17 | SB   |
| 48   | Kim Young-Jin          | Corea del Sud | 2:35:53 |      |
| 49   | Shawn Forrest          | Australia     | 2:44:31 | SB   |
| 50   | Mihail Krassilov       | Kazakistan    | 2:44:31 | SB   |
|      | Nicholas Kipkemboi     | Kenya         | DNF     |      |
|      | Bernard Kiprop Koech   | Kenya         | DNF     |      |
|      | Jobo Khatoane          | Lesotho       | DNF     |      |
|      | Tsepo Ramonene         | Lesotho       | DNF     |      |
|      | Mohamed Bilal          | Marocco       | DNF     |      |
|      | Hafid Chani            | Marocco       | DNF     |      |
|      | Hiroyuki Horibata      | Giappone      | DNF     |      |
|      | Feyisa Lilesa          | Etiopia       | DNF     |      |
|      | Ayam Lamdassem         | Spagna        | DNF     |      |
|      | Tayeb Filali           | Algeria       | DNF     |      |
|      | Yared Asmerom          | Eritrea       | DNF     |      |
|      | Yonas Kifle            | Eritrea       | DNF     |      |
|      | José Antonio Uribe     | Messico       | DNF     |      |
|      | Michel Butter          | Paesi Bassi   | DNF     |      |
|      | Hermano Ferreira       | Portogallo    | DNF     |      |
|      | Jean Pierre Mvuyekure  | Ruanda        | DNF     |      |
|      | Aadam Ismaeel Khamis   | Bahrein       | DNF     |      |
|      | Wissem Hosni           | Tunisia       | DNF     |      |
|      | Cephas Pasipamiri      | Zimbabwe      | DNS     |      |
|      | Jeremías Saloj         | Guatemala     | 2:20:40 | dq   |